# 重力火車

重力火車

重力火車是一個仍然處於理論上的運輸模式，由行星的一地點，經過地心，到達該行星另一方。
先決條件為隧道已貫穿地核，火車靠地心吸力垂直跌入隧道之中。通過地核之後，火車已加速至極快的速度，後半段的旅程地心吸力會對火車作出反作用，並將之減速。到達行星另一面時，火車剛好停頓。

## 爭議
於現實情況下，起碼有兩個現象會妨礙重力火車於地球上的實行：
1. 隧道內的空氣阻力會阻慢火車速度，導致火車未能單靠地心吸力到達目的地。
2. 地核的溫度達5,700 K （5,430 °C; 9,800 °F），即火車外殼要抵禦極高的溫度，目前未有此物質可供大量應用。

## 科幻小说
1998年刘慈欣创作的短篇小说《地球大炮》，故事的核心就是重力火车。为了解决空气阻力的问题，重力火车中的管道被抽成真空，而建造火车管道则使用虚构的高密度物质，但密度低于中子星物质。故事的结尾，人们通过技术改造将重力火车用于低耗能的发射人造卫星。

## 理論的起源
公元17世紀英國科學家羅伯特·虎克首先提出，並致函牛頓。至19世紀於法國科學院得到認真研究及討論。1960年代，美國科學家保羅·庫珀於美國物理學期刊上發表論文，提議重力火車可作為未來交通的考慮。

## 外部連結
- A Java simulation of this motion; includes tunnels that do not pass through the center of the earth. Also shows a satellite with same period.
- The Gravity Express （页面存档备份，存于）
- To Everywhere in 42 Minutes （页面存档备份，存于）《時代雜誌》1966年2月11日（英文）
- The fictitious Alameda Weehawken Burrito Tunnel is a gravity train.